# Fakkeltocht Olympische Spelen 2004
In 2004 werd er voor het eerst een fakkeltocht gehouden met de Olympische vlam over de hele wereld voorafgaand aan de Olympische Zomerspelen van 2004. In 2004 werden alle steden bezocht die ooit de Olympische zomerspelen hebben georganiseerd. Naast de Olympische steden bezochten de fakkeldragers ook andere steden; in de lijst zijn deze gekenmerkt met een *.
De tocht begon in Sydney op 4 juni en eindigde op 8 juli.

## Bezochte plekken

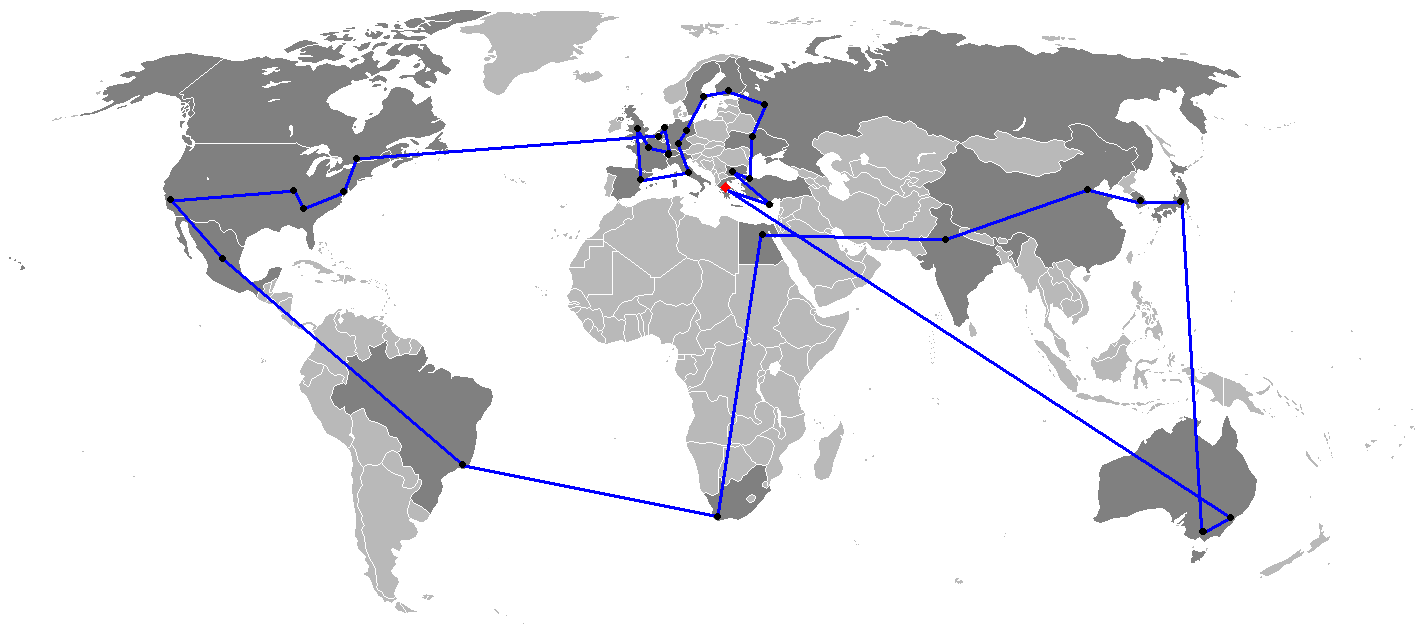
Route van de Olympische vlam

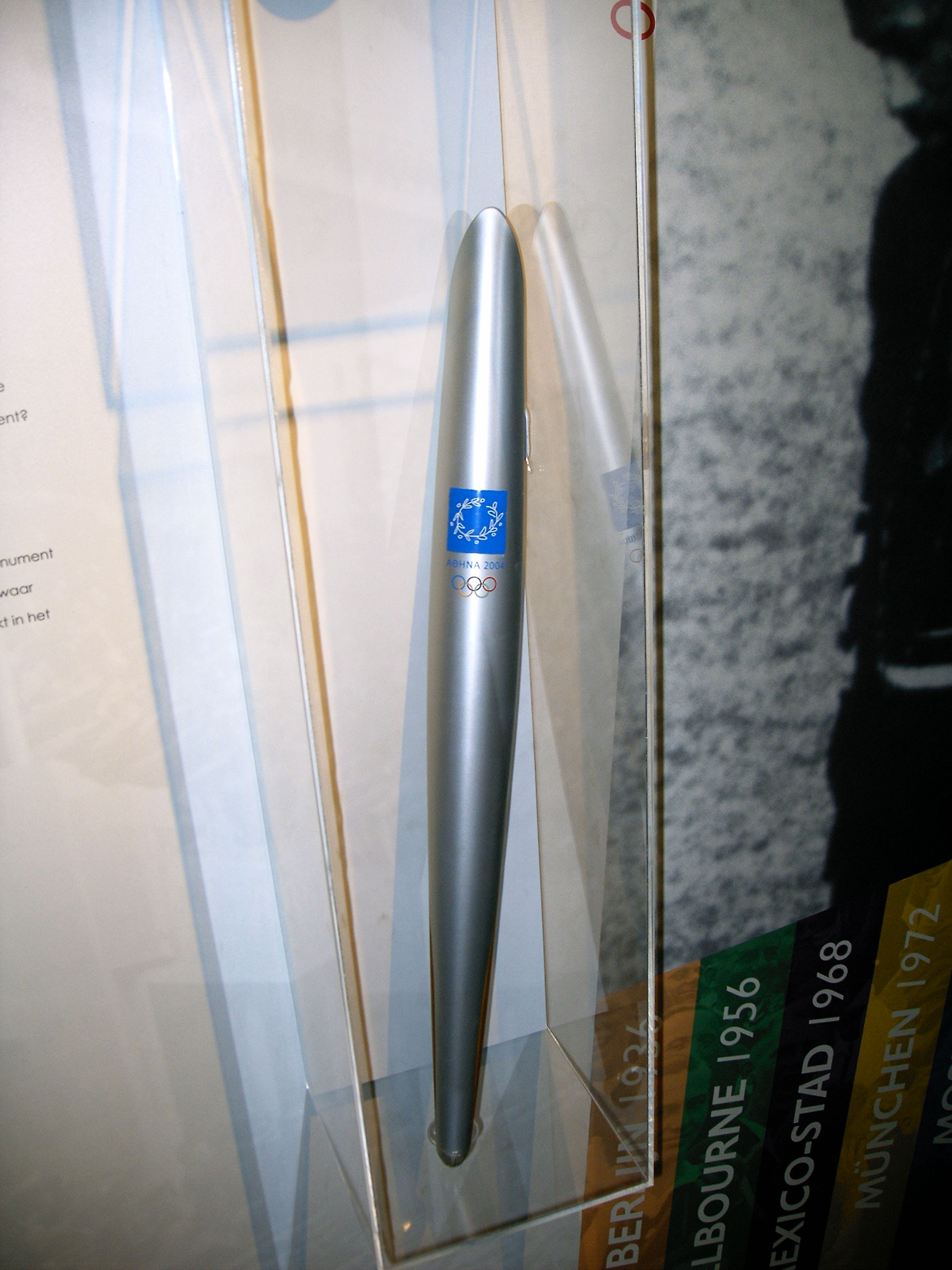
De Fakkel

1. Sydney (Australië)
2. Melbourne (Australië)
3. Tokio (Japan)
4. Seoel (Zuid-Korea)
5. Peking* (China)
6. Delhi* (India)
7. Caïro* (Egypte)
8. Kaapstad* (Zuid-Afrika)
9. Rio de Janeiro* (Brazilië)
10. Mexico-Stad (Mexico)
11. Los Angeles (Verenigde Staten)
12. Saint Louis (Verenigde Staten)
13. Atlanta (Verenigde Staten)
14. New York* (Verenigde Staten)
15. Montreal (Canada)
16. Antwerpen (België)
17. Brussel* (België)
18. Amsterdam (Nederland)
19. Genève* (Zwitserland)
20. Lausanne* (Zwitserland)
21. Parijs (Frankrijk)
22. Londen (Verenigd Koninkrijk)
23. Madrid* (Spanje)
24. Barcelona (Spanje)
25. Rome (Italië)
26. München (Duitsland)
27. Berlijn (Duitsland)
28. Stockholm (Zweden)
29. Helsinki (Zweden)
30. Moskou (Rusland)
31. Kiev* (Oekraïne)
32. Istanboel* (Turkije)
33. Sofia* (Bulgarije)
34. Nicosia* (Cyprus)
35. Athene (Griekenland)